# السنوات (كتاب إرنو)
السنوات (بالفرنسية: Les Années) هو كتاب غير روائي صدر عام 2008 للكاتبة الفرنسية آني إرنو. يُوصف العمل بأنه سيرة ذاتية هجينة، إذ يمتد على فترة زمنية طويلة تبدأ من عام 1941، سنة ميلاد الكاتبة، إلى عام 2006، ويجمع بين التأملات الذاتية والسرد التاريخي والاجتماعي..   وصفت دار النشر الإنجليزية Seven Stories Press، التي تولّت إصدار الترجمة الإنجليزية، الكتاب بأنه "سيرة ذاتية ذات طابع شخصي وغير شخصي في آن واحد، خاصة وجماعية"، مما يعكس النهج الفريد الذي اعتمدته إرنو في الكتابة.
فالكتاب لا يركّز على "أنا" الكاتبة فقط، بل ينفتح على الذاكرة الجمعية الفرنسية، حيث تستخدم إرنو حياتها كمرآة تعكس عبرها تحولات المجتمع الفرنسي، من الحرب العالمية الثانية، مرورًا بحركات التحرر النسوي، ووصولًا إلى بدايات القرن الحادي والعشرين. وتدمج الكاتبة في النص صورًا فوتوغرافية وأوصافًا لتجارب جماعية، كما تتناول فيه تطور اللغة، والعادات، والثقافة الاستهلاكية، والتغيرات السياسية.
السنوات ليس مجرد مذكرات شخصية، بل هو سرد سرديّ يوثق الذاكرة الجماعية من منظور فردي، ويُعتبر من أبرز الإنجازات الأدبية في فرنسا خلال العقود الأخيرة. وقد ساهم هذا العمل في تعزيز مكانة آني إرنو الأدبية، وكان من بين الأسباب التي أهلتها لنيل جائزة نوبل في الأدب لعام 2022، تقديرًا "للشجاعة والحدة السريرية التي كشفت بها الجذور والبُنى الجماعية للذاكرة الشخصية".

## ملخص
في هذا الكتاب، تكتب آني إرنو عن نفسها بضمير الغائب ("elle" أي "هي") لأول مرة، بدلًا من استخدام ضمير المتكلم، ما يمنح النص بُعدًا سرديًا فريدًا ويُضفي عليه مسافة تأملية. ومن خلال هذا الأسلوب، تقدم إرنو صورة حيّة ودقيقة للمجتمع الفرنسي، من فترة ما بعد الحرب العالمية الثانية وحتى أوائل العقد الأول من الألفية الثالثة.  يمثّل الكتاب قصة اجتماعية مؤثرة لامرأة تتغير مع تغيّر الزمن، ويعكس أيضًا تحولات المجتمع الذي تعيش فيه — من الأحوال المعيشية، والتغيرات في القيم، والتحرر الجنسي، والحراك الطبقي، إلى تطورات الإعلام والاستهلاك والتكنولوجيا.
وبفضل هذه السمة الفريدة، وصف الكاتب الأمريكي إدموند وايت (Edmund White) الكتاب في مراجعته بصحيفة The New York Times بأنه "سيرة ذاتية جماعية"، معتبرًا أن إرنو لا تحكي قصتها فقط، بل قصة جيل كامل من الفرنسيين، وخاصة النساء، من خلال تقاطع الذاتي مع الجماعي.

## استقبال
حظي كتاب "السنوات" (Les Années) بترحيب واسع من قبل النقاد الفرنسيين، ويُعتبر من قبل الكثيرين أعظم أعمال آني إرنو (magnum opus) وأكثرها نضجًا وأصالة. وقد شكّل هذا العمل نقلة نوعية في مسيرتها الأدبية، إذ جمع بين السيرة الذاتية والتاريخ الثقافي والاجتماعي بأسلوب غير تقليدي، ما جعله يلقى صدى واسعًا في الأوساط الأدبية والنقدية داخل فرنسا وخارجها.
وفقًا لموقع Book Marks، المتخصص في مراجعات الكتب، حصل الكتاب على تقييم "مدهش" (rave) استنادًا إلى خمس مراجعات نقدية، منها أربع مراجعات "مدهشة" ومراجعة واحدة فقط "إيجابية"، ما يعكس الإجماع النقدي على جودة الكتاب وأهميته الأدبية. 
فاز كتاب "السنوات" (Les Années) بعدد من الجوائز الأدبية المرموقة التي تعكس تقدير النقاد والقراء على حد سواء. من بين هذه الجوائز:
- جائزة فرانسواز-موريّاك (Prix Françoise-Mauriac) لعام 2008، التي تمنحها الأكاديمية الفرنسية تكريمًا لأعمال أدبية بارزة باللغة الفرنسية. [7]
- جائزة مارغريت دوراس (Prix Marguerite Duras) لعام 2008، وهي جائزة تُمنح تكريمًا لأعمال أدبية تُجسّد الروح الأدبية المتميزة للكاتبة مارغريت دوراس.[1]
- جائزة اللغة الفرنسية (Prix de la Langue Française) لعام 2008، وهي من أبرز الجوائز التي تكرّم الاستخدام الأدبي المتميز للغة الفرنسية.

- جائزة قرّاء صحيفة تليغرام (Prix des Lecteurs du Télégramme) لعام 2009، التي تُمنح بناءً على تصويت الجمهور.

- جائزة سترِيغا الأوروبية (Premio Strega Europeo) لعام 2016، وهي فرع من جائزة سترِيغا الإيطالية تُمنح لكاتب أوروبي تُرجم عمله إلى الإيطالية وأحدث أثرًا أدبيًا مميزًا.

تعكس هذه الجوائز الاهتمام الاستثنائي الذي ناله العمل على الصعيدين الفرنسي والأوروبي، كما تؤكد مكانته المركزية في مسار آني إرنو الأدبي، الذي تُوّج لاحقًا بجائزة نوبل في الأدب عام 2022.
تمت ترجمة كتاب "السنوات" (Les Années) إلى اللغة الإنجليزية على يد أليسون إل. ستراير (Alison L. Strayer)، وقد حازت هذه الترجمة على جائزة الترجمة السنوية الحادية والثلاثين لمؤسسة French-American Foundation عن فئة الترجمة غير الروائية، وهو تكريم مرموق يُمنح لأفضل الترجمات من الفرنسية إلى الإنجليزية في الولايات المتحدة.  كما تم ترشيح الترجمة الإنجليزية التي أنجزتها ستراير للقائمة القصيرة لـ جائزة البوكر الدولية (International Booker Prize) لعام 2019، وهي من أرفع الجوائز الأدبية العالمية التي تحتفي بالأعمال الأدبية المُترجمة إلى اللغة الإنجليزية وتُمنح لكل من المؤلف والمترجم.
ويُعد هذا التقدير دليلاً على جودة الترجمة وأهميتها في نقل تعقيدات أسلوب آني إرنو وأبعاد عملها إلى جمهور أوسع خارج الفرنكوفونية.

## التكيف المسرحي
تم عرض مسرحية هولندية مقتبسة من تأليف وإخراج إيلين أربو بعنوان De jaren ، لأول مرة في مسرح Het Nationale في لاهاي في 3 نوفمبر 2022. وقد شارك في هذا المسلسل طاقم من خمس نساء من أجيال متعددة، حيث لعبن جميعًا دور الشخصية الرئيسية. ومن بين الممثلات ماريانا أباريسيو، ونيتي بلانكين، وتمار فان دن دوب، وهانا هوكسترا ، وجون يانيز.  وقد تلقى الإنتاج مراجعات إيجابية من النقاد.     تم اختيار المسرحية لمهرجان المسرح الهولندي لعام 2023. بفضل أدائها، فازت أباريسيو بجائزة ثيو دور المرموقة في عام 2023. 
بدأ عرض نسخة إنجليزية من الرواية، من إخراج إيلين أربو أيضًا، في مسرح ألميدا بلندن في 27 يوليو 2024، بطولة ديبورا فيندلاي ، ورومولا جاراي ، وجينا ماكي ، وأنجلي موهيندرا ، وهارموني روز بريمينر.  أثار عرض مسبق في 29 يوليو 2024 ردود فعل قوية بسبب مشهد الإجهاض الخلفي الصارخ الذي ظهر في منتصف المسرحية. اشتكى بعض رواد المسرح، الذين ورد أنهم "معظمهم من الذكور"، من الشعور بالإغماء وطلبوا المساعدة الطبية.  تم تعديل المسرحية، التي استمرت حتى 31 أغسطس 2024، إلى اللغة الإنجليزية بواسطة ستيفاني باين وتضمنت عدة سرديات لمقاطع الكتاب بينما تم تحويل مقاطع أخرى إلى حوار.  بعد بيع جميع تذاكر عرضها في مسرح ألميدا، تم نقل المسرحية إلى مسرح هارولد بينتر في ويست إند بلندن من 24 يناير 2025، واستمرت حتى 19 أبريل 2025.   في حفل توزيع جوائز لورانس أوليفييه لعام 2025 ، حصل الفيلم على خمسة ترشيحات،  وفاز بجائزة أفضل ممثلة في دور مساعد لغاراي وأفضل مخرج لأربو. 